# Creston (Illinois)
Creston es una villa ubicada en el condado de Ogle en el estado estadounidense de Illinois. En el Censo de 2010 tenía una población de 662 habitantes y una densidad poblacional de 223,82 personas por km².

## Geografía
Creston se encuentra ubicada en las coordenadas 41°56′1″N 88°58′27″O / 41.93361, -88.97417. Según la Oficina del Censo de los Estados Unidos, Creston tiene una superficie total de 2.96 km², de la cual 2.96 km² corresponden a tierra firme y (0%) 0 km² es agua.

## Demografía
Según el censo de 2010, había 662 personas residiendo en Creston. La densidad de población era de 223,82 hab./km². De los 662 habitantes, Creston estaba compuesto por el 90.94% blancos, el 2.57% eran afroamericanos, el 0% eran amerindios, el 1.06% eran asiáticos, el 0% eran isleños del Pacífico, el 4.23% eran de otras razas y el 1.21% pertenecían a dos o más razas. Del total de la población el 6.04% eran hispanos o latinos de cualquier raza.